# Панорама экономической мысли конца XX столетия
Панорама экономической мысли конца XX столетия (англ.  Companion to Contemporary Economic Thought) — сборник статей по различным разделам экономической науки, созданный авторами в 1991 году, учебное пособие для студентов, аспирантов и преподавателей экономических специальностей.

## История издания
Идея создания книги пришла редакторам Д. Гринэуэй, М. Блини и И. Стюарт как инвентаризация достижений экономической теории на 1991 год с учётом вклада в каждом из её разделов со смежными научными дисциплинами.
Русский перевод и издание книги было выпущено при поддержке Института «Открытое общество» (Фонд Сороса) в рамках проекта «Пушкинская библиотека».

## Содержание

### Первый том
- Дэвид Гринэуэй[англ.]. Предисловие
- Филлис Дин. Роль истории экономической мысли
- Иэн М. Т. Стюарт. Роль методолога
- Денис П. О’Брайен. Теория и эмпирическое наблюдение
- Норман П. Берри. Австрийская экономическая школа: расхождения с ортодоксией
- Лоуренс А. Боулэнд. Современные взгляды на экономический позитивизм
- Уоррен Дж. Сэмюэлс. Институциональная экономическая теория
- А. У. Коутс. Экономист как профессия
- Майкл Блини. Обзор современной теории
- М. Х. Песаран. Ожидания в экономической теории
- Малькольм Сойер. Посткейнсианская макроэкономика
- Деннис Мюллер. Теория общественного выбора
- Джон Д. Хей. Неопределенность в экономической теории
- У. Макс Корден. Стратегическая внешнеторговая политика
- Рональд Макдональд, Росс Милбурн. Новые разработки в денежной теории
- Дэвид У. Пирс[англ.]. Экономика окружающей среды
- Кристиан Монте. Теория игр и стратегическое поведение
- В. Н. Баласубраманиам, Э. А. Макбин. Международные аспекты экономики развития
- Р. М. Солоу. Теория роста
- Рональд Шоун. Макроэкономическая теория открытой экономики
- Пол Дж. Хэар. Экономическая теория социализма
- Дэвид Сэпсфорд. Рынок труда: безработица и теория поиска
- Дэвид Карри, Пол Ливайн. Международная координация макроэкономической политики
- У. Дж. Баумоль. Детерминанты отраслевой структуры и теория состязательных рынков
- Дж. Ричард Аронсон, Эттиат Ф. Отт. Рост государственного сектора

### Второй том
- Дэвид Гринэуэй[англ.]. Роль прикладной экономики
- К. У. Дж. Грэйнджер. Эконометрический анализ временных рядов
- Грэйхем И. Майзон. Роль измерений и проверок в экономической науке
- Грэм Лумз. Экспериментальные методы в экономической теории
- Эдуард Тауэр. Анализ «издержек—выгод» и оценивание проектов
- Джон Уэлли. Прикладные модели общего равновесия
- Ричард Бланделл. Микроэконометрия
- Кеннет Холден. Макроэконометрическое прогнозирование
- Крис Милнер. Группы интересов и выработка политики
- Алан Пикок[англ.]. Экономические консультации и экономическая политика
- Майкл Блини, Иэн Стюарт. Экономическая наука и родственные дисциплины
- К. Э. Боулдинг. Экономическая наука и социальные системы
- Иэйн Маклин. Экономическая и политическая науки
- Роджер Боулз. Экономика и право
- В. Фред Ван Раай. Экономика и психология
- Н. Ф. Р. Крафтс[англ.]. Экономическая теория и история

## Рецензии
По мнению издательства, книга представляет собой сборник статей известных авторов по различным аспектам теоретической и прикладной экономической науки. Книга является пособием для учебных курсов по микро- и макроэкономике, и истории экономической мысли.
По данным журнала «Comparative Economics News Service» авторы статей в книги являются одними из самых известных учёных в своих областях, а тематическая направленность статей является исчерпывающей. А по данным журнала «Reference and Research Book News» статьи обеспечивают тщательное освещение своей темы.